# 弘好文
弘 好文（ひろ よしふみ、1898年5月6日 - 1958年6月19日）は昭和期の日本の医学者。

## 経歴
熊本県荒尾市出身。
熊本県立玉名中学校（1917年卒業）、第五高等学校を経て、東京帝国大学医学部を卒業した。1926年から1929年まで東京帝国大学大学院に在学。1930年に医学博士を取得。
札幌市立病院の小児科医となり、田坂重元とともに風疹ウイルスを日本で初めて発見した。また、日本における臨床ウィルス学の先駆者と呼ばれている。1934年から1936年まで欧米に留学し、主にベルリン大学小児科教室・病理科教室で研究に当たった。1947年熊本医科大学医学部教授及び熊本医科大学附属病院院長、1950年北海道大学医学部教授となった。